# 後搖滾
後搖滾（英語：Post-rock）在分类上尚有争议，有些人将其看作摇滚乐的一种。后摇的一个特点是，所用乐器一般与摇滚乐相同，但节奏、和声、旋律、音色及和弦進行都有别于传统摇滚。
後搖滾於1980年中期，在歐美音樂界開始被提出。在後搖滾音樂裡，許多常見的音樂產業傳統現象都被顛覆改寫，例如吉他不再是主要角色；沒有歌詞或主唱；打破傳統歌曲長度，有些樂曲甚至長達二、三十分鐘，後搖滾甚至想打破唱片工業創造一首膾炙人口單曲的願望。
后摇滚体现了很多流派的特点，比如氛围音乐、爵士乐、电子音乐和实验音乐。
后摇中人声很少见，且当有人声的时候，它也不是像传统的那样作为主旋律并且有清晰的歌词，而更像一种乐器。在后摇中，人声多为很轻柔的哼唱，不规律地分布在整首歌中。

## 词源
“后摇滚”一词被认为是在被批评家Simon Reynolds对Bark Psychosis的专辑Hex评论时创造的，这篇评论于1994年在Mojo期刊上发表。Reynolds 之后（于1994年五月）在The Wire期刊上详细阐述了其想法。他使用“后摇滚”这一词汇形容“用摇滚乐乐器做非摇滚的事情，用吉他做主要音色和组织乐章，而不是即兴重复段和强力和弦”。随后他进一步阐述了“后摇滚”一词：
Perhaps the really provocative area for future development lies... in 赛博格 （cyborg） rock; not the wholehearted embrace of 铁克诺音乐 （Techno）'s methodology, but some kind of interface between real time, hands-on playing and the use of digital effects and enhancement.
Reynolds于2005年七月在其博客的一篇文章中表述他使用“后摇滚”一词要早于在Mojo期刊上的文章，此处Reynolds提到在Mojo上文章发表之前使用“后摇滚”的案例位于Melody Maker报刊中。之后他在博客中说到发现“后摇滚”一词不是其独有的创造。“虽然我真的相信我创造了这一词汇，但是后来发现十几年间这一词汇都被使用着”。在1975年，“后摇滚”由美国记者James Wolcott于一篇关于音乐家托德·朗德格伦的文章中使用，尽管此文章中“后摇滚”的意思不尽相同。这一词汇在The Rolling Stone Album Guide也曾使用，用于对一种大致与Experimental rock或“out-rock”风格相似的音乐形式命名。另一个在1994之前使用这一术语的例子可以是在1992年四月，被发现在Steven Walker位于墨尔本的音乐出版物Juke中对90年代noise-pop乐队The Earthmen的访谈中，在访谈中他将其描述为“post-rock noisefest”

## 歐美後搖滾樂團

### 美国后摇滚乐团
- Hammock（英语：Hammock_(band)）
- This Will Destroy You（英语：This_Will_Destroy_You）
- 天空爆炸
- Tortoise（英语：Tortoise (band)）
- Caspian（英语：Caspian (band)）
- Athletics

### 加拿大後搖滾樂團
- Do Make Say Think（英语：Do Make Say Think）
- Godspeed You! Black Emperor
- Silver Mt. Zion

### 冰島後搖滾樂團
- 詩格洛絲 （Sigur Rós）
- Of Monsters and Men

### 英國後搖滾樂團
- Mogwai

### 愛爾蘭後搖滾樂團
- God Is an Astronaut（英语：God Is an Astronaut）

### 意大利後搖滾樂團
- I Am Sonic Rain（英语：I Am Sonic Rain）

### 西班牙後搖滾樂團
- 12Twelve（英语：12Twelve）

## 亞洲後搖滾樂團

### 台灣後搖滾樂團
- Ivory Plain 象牙平原
- 甜梅號
- 晨曦光廊
- 阿飛西雅 APHASIA
- 昆虫白
- 聲子蟲
- 拍謝少年（部分作品）
- 銀巴士 Silverbus
- Triple Deer
- 八厘米天空
- 體熊專科
- Selfkill
- 大象體操
- 2HRS
- 步行者 Pacers
- 荒山茉莉
- 柳葉魚
- 既視感 Kishikan
- 昴宿 Pleiades
- Posh Inverse 優雅逆轉
- 企鵝熊愛吃雞肉球
- 暖嶼Fuermusha
- 驢子耳朵
- 大波起司
- 西尤島 the siyuland
- 桑諾斯Somnus
- 薛丁格的貓 Cat Schrödingers
- 穿越稜鏡
- 死未來 The Dead Future
- 妙蛙種馬
- TFAP
- Beware the sky falling 天空 樂園
- Ego-Fugue 自我意識神遊

Whale Fall
- Grandson on the Wall
- 自然出格
- Shimmer Riot
- Presidon't sad
- 迷霧吐司
- Goodbye! Nao!
- 非我
- 行樂人
- Nuin8 扭音八
- 康士坦的變化球

BreakDawn 破曉 （页面存档备份，存于）
- Predawn Anxiety黎明前的焦慮
- 錫盤街
- The Eternal Flatliner
- Guirum
- Swirrl
- 失真率Distortion theory
- 貳伍吸菸所
- 時不我予
- PMO

### 中国大陆後搖滾樂團
- 惘聞
- 花伦
- 21 Grams
- 梵高(乐队)
- 黃燈車庫
- 沼澤
- 时过夏末 （页面存档备份，存于）
- LasDawn
- 離(乐队)
- Grace Latecomer
- 寂寞.夏.日
- Maze
- 穿心莲
- Pentatonic
- ChineseFootball
- Chimneycrow
- 戈多(乐队)
- Prague
- Friday Journey Quietude
- Chet's Secret
- Time in muscat
- 落(乐队)
- 蔓(乐队)
- 文雀(乐队)
- 羊秘密
- In It
- 灰烬周三
- Misswoman
- 小巫师
- 滑梯(乐队)
- Storyline
- Triple Smash
- 奇怪的日子
- Michael （页面存档备份，存于）
- Illness Sickness
- 琥珀(乐队)
- WhyOceans （页面存档备份，存于）
- Slept in Spray
- 巧克力工厂

### 香港後搖滾樂團
- Smoke In Half Note
- The Fragile
- 話梅鹿
- Chochukmo
- tfvsjs
- 四方果
- 儉德大廈
- Life Was All Silence
- More Reverb
- Topsy Wave
- Vanish
- The Flashback
- Elf Fatima
- Monovan
- Does God Play Dice
- 盛葉

### 日本後搖滾樂團
- toe
- té
- Mudy on the 昨晚
- Anoice
- Mouse on the keys
- 百景
- euphoria
- ovum
- MONO
- texas pandaa
- Miaou
- envy
- world's end girlfriend
- saisa
- 3nd
- jizue
- sgt.
- zhiend
- toconoma
- clione-index
- shuhari
- December

### 泰國後搖滾樂團
- Inspirative
- Desktop Error
- Jia Pa Bor Sue 吃飽無事
- LenMo

### 马来西亚後搖滾樂團
- 雪糕公民
- Deepset
- 孬
- coma (馬來西亞樂團)
- The Metaphor
- mutesite
- LOCH
- Dirgahayu

### 緬甸後搖滾樂團
- Pandelic （页面存档备份，存于）